# Dysaphis virgata
Dysaphis virgata är en insektsart. Dysaphis virgata ingår i släktet Dysaphis och familjen långrörsbladlöss. Inga underarter finns listade i Catalogue of Life.